# Personaggi di Pirati dei Caraibi

La Perla Nera, avvolta dal Kraken, nel secondo film.

Questa pagina contiene una lista dei personaggi dei cinque film della saga Pirati dei Caraibi.

## Personaggi principali

### Jack Sparrow
Il capitano Jack Sparrow è il protagonista della saga. Egli è il pirata nobile del Mar dei Caraibi. Fin dal primo film appare come un rozzo e dissoluto uomo di mare, apparentemente scialacquatore particolarmente dedito al consumo di rum, ma in realtà è astuto, calcolatore e noto per il suo comportamento insolito. Usa l'arguzia, l'inganno, l'agilità e la sua bussola unica per raggiungere i suoi obiettivi, preferendo risolvere le controversie con le parole e la ragione piuttosto che con la forza, ma a volte combatte comunque e lo fa in modo piuttosto abile. Nonostante la sua pazza genialità, è moralmente ambiguo, passando una linea sottile tra l'essere un imbroglione e un brav'uomo che difende i suoi alleati. La sua nave, la Perla Nera, è considerata la più veloce e inafferrabile del mondo e Jack le è fortemente legato. Nel terzo film viene presentato inoltre come uno dei nove pirati nobili membri del Consiglio della Fratellanza.
È interpretato da Johnny Depp e doppiato in italiano da Fabio Boccanera. In un flashback del quinto film, in cui appare da giovane, è interpretato da Anthony De La Torre.

### Hector Barbossa
Hector Barbossa, meglio noto come Capitan Barbossa, è uno dei personaggi principali della saga che appare in tutti i film (anche se nel secondo la sua presenza si riduce a un cameo prima dei titoli di coda), nonché il rivale-amico di Jack Sparrow. E' ambizioso, intelligente, astuto, sicuro di sé, intrepido e coraggioso. È uno dei nove pirati nobili membri del Consiglio della Fratellanza, padrone del Mar Caspio. Inizialmente è l'antagonista principale del primo film, e viene raccontato che egli era il primo ufficiale della Perla Nera, al comando del pirata Jack Sparrow, quando questi stava dando la caccia al tesoro azteco nascosto sulla Isla de Muerta; ma Barbossa gli carpì con l'inganno le coordinate, poi guidò un ammutinamento, si impossessò della Perla e abbandonò Jack a morire su un'isola deserta, per poi impadronirsi coi suoi uomini dell'oro azteco, ignorando la maledizione che su di esso gravava. Nei successivi dieci anni Barbossa e i suoi pirati imperversano per i mari con la Perla Nera, mentre Jack tenta di rintracciarli e vendicarsi, cosa che gli riesce alla fine del film: la maledizione viene infranta e Barbossa viene ucciso dal suo ex-capitano. Alla fine del secondo film però la sacerdotessa vudù Tia Dalma lo riporta fra i vivi, affinché guidi Will Turner ed Elizabeth Swann allo Scrigno di Davy Jones, dov'è intrappolato Sparrow. Da questo momento Barbossa assume le vesti di antieroe, alleandosi con il suo vecchio rivale e con chiunque gli sia utile contro minacce comuni, ma tradendo e tornando a perseguire i suoi obiettivi quando non ha più bisogno di loro. Nel quarto film appare come corsaro al soldo della Corona britannica, mentre insegue la vendetta contro il terribile pirata Barbanera, che gli ha portato via la Perla, la ciurma e una gamba (che ha dovuto sostituire con un arto artificiale); sconfittolo, si appropria della nave di Barbanera, la Queen Anne's Revenge, e ne fa la nave ammiraglia di una flotta pirata, con cui diventa il predone più ricco, potente e benestante dei mari. Nel quinto film appare Carina, una figlia che Barbossa ha avuto da una donna di nome Margaret Smyth, che nutre anche il suo sentimento. Muore sacrificandosi in questo film per salvare la figlia Carina, che altrimenti sarebbe stata presa dal malvagio Capitán Salazar.
È interpretato da Geoffrey Rush e doppiato in italiano da Pietro Ubaldi.

### Will Turner
William Turner, Jr., meglio noto come Will, è uno dei personaggi principali della saga, co-protagonista dei primi tre film ed è, inoltre, presente nel quinto episodio. Figlio del pirata Sputafuoco Bill Turner, diviene amico di Elizabeth Swann, della quale s'innamora e che sposa nel terzo film. Inizialmente lavora come fabbro e ignorava il suo passato fino a quando Jack ed Elizabeth non glielo rivelano durante gli eventi del primo film.
Come narrato nel primo film, suo padre scomparve quando era adolescente e trascorse la giovane età senza sapere di essere il figlio di un pirata. Tuttavia, la sua nave fu attaccata dalla Perla Nera e fu trovato alla deriva da Elizabeth e sopravvisse. Da allora ha lavorato come fabbro a Port Royal. Sviluppa una complicata storia d'amore con Elizabeth e un'amicizia mista a tradimento e fiducia con Jack Sparrow. È abile nell'arte della spada e molto coraggioso, con una personalità onesta e seria, ma diventa gradualmente più combattivo e austero e inizia a usare i trucchi che ha imparato da Jack. Alla fine del terzo film diventa capitano dell'Olandese Volante grazie a Jack Sparrow che lo salva da morte certa. Riuscì così a liberare anche il padre, prigioniero della nave, il quale tuttavia pensava che suo figlio non sarebbe più tornato a prenderlo ora che aveva Elizabeth. È costretto a trascorrere dieci anni in mare per poter tornare un giorno a terra e ricongiungersi con suo figlio e sua moglie. Verrà liberato dalla maledizione alla fine del quinto film.
È interpretato da Orlando Bloom e in italiano è doppiato da Massimiliano Manfredi.

### Elizabeth Swann
Elizabeth Swann è la protagonista femminile dei primi tre film, ritratta come la giovane figlia del governatore Weatherby Swann, nobildonna dell'alta società inglese di mentalità decisamente indipendente e affascinata dall'avventura e dalla vita da pirata. Inizialmente suo padre la esortò a sposare James Norrington. Amica di Will Turner fin dall'infanzia, se ne innamora e lo sposa nel terzo film.
È una donna intelligente, onesta, determinata, forte e inizialmente signorile, e la sua bellezza ha avvicinato diversi uomini. Col passare dei film diventa molto più combattiva e temibile fino a seguire la strada della pirateria. Nel terzo film elabora una strategia intelligente per sconfiggere il nemico e, anche dopo essere diventato il Re dei Pirati, continua a dimostrare la sua abilità di leader. Dopo aver sposato Will, hanno avuto un figlio chiamato Henry Turner. 
È interpretata da Keira Knightley e in italiano è doppiata da Myriam Catania.

### Henry Turner
Henry Turner è il co-protagonista del quinto film: è il figlio di Will Turner ed Elizabeth Swann e il nipote del pirata Sputafuoco Bill Turner e del defunto governatore Weatherby Swann, già comparso come bambino di dieci anni nella scena post-titoli di coda del terzo film. Nel quinto film, oramai cresciuto, si imbarca su una nave della Marina britannica nel tentativo di rintracciare il capitano Jack Sparrow, dal quale spera di farsi aiutare per trovare il leggendario Tridente di Poseidone, un artefatto magico capace di infrangere ogni maledizione e col quale quindi liberare il padre Will dal suo legame con l'Olandese Volante. Ma la nave inglese su cui viaggia si perde nel Triangolo del diavolo, dove viene distrutta dal malvagio Capitan Salazar, fantasma di un ufficiale e cacciatore di pirati spagnolo intrappolato con la sua ciurma da una maledizione nel Triangolo proprio a causa di Jack Sparrow, che anni prima ve lo fece finire con uno stratagemma per sconfiggere il malvagio assassino. Salazar risparmia solo Henry, incaricandolo di mettere in guardia Jack Sparrow della sua imminente vendetta. L'uomo quindi ripartirà per la sua ricerca, alla quale partecipano anche Henry e Carina Smyth, una giovane e affascinante astronoma della quale alla fine il giovane Turner si innamora.
È interpretato da Brenton Thwaites, doppiato in italiano da Flavio Aquilone; da bambino, nelle scene al termine del terzo film, dopo i titoli di coda, e in quella presente all'inizio del quinto film, è invece interpretato rispettivamente da Dominic Scott Kay e Lewis McGowan, doppiati in italiano da Giulio Bartolomei.

### Carina Smyth
Carina Barbossa, conosciuta precedentemente come Carina Smyth, è la protagonista femminile del quinto film: è una giovane, sarcastica, attraente e brillante astronoma, scettica verso ciò che concerne il soprannaturale. Cresciuta come orfana, l'unico lascito del padre è un diario di Galileo e una mappa, alla cui decifrazione lei studia incessantemente. Inizialmente crede che Jack Sparrow sia soltanto un idiota, ma col passare del film rimane colpita dall'intelligenza e astuzia del brillante capitano e diventa sua amica riconoscendolo diverso dagli altri pirati e sviluppa per lui un grande affetto e rispetto. Il suo desiderio di conoscenza scientifica le procura però la diffidenza dei conterranei, che la accusano ingiustamente di essere una strega. Nel corso della sua ricerca del luogo indicato dalla mappa si imbatte in Jack Sparrow e Henry Turner, del quale alla fine si innamora, nonché la futura nuora di Will Turner e di Elizabeth Swann, e scopre segretamente che il padre mai conosciuto, altri non è che il vecchio pirata Hector Barbossa.
È interpretata da Kaya Scodelario e in italiano è doppiata da Rossa Caputo.

## Antagonisti

### Davy Jones
Davy Jones è l'antagonista principale del secondo e antagonista secondario del terzo film, insieme a Cutler Beckett. Appare come capitano dell'Olandese Volante, una nave spettrale in grado di solcare i mari anche in profondità, equipaggiata da una ciurma di disperati che gli hanno ceduto la propria anima, tramutandosi progressivamente in mostri dalle fattezze di creature marine; Jones stesso ha la testa a forma di polpo, con una barba tentacolare e un braccio a forma di chela di granchio. Etichettato come il Diavolo dal suo equipaggio, è crudele, astuto, spietato, omicida e cinico, con una natura amareggiata e un represso amore per Calipso, che lo aveva tradito. In più ha sotto il proprio controllo il Kraken, un mastodontico mostro marino. Originariamente Davy Jones era un comune marinaio, che si innamorò della divinità marina Calypso, la quale gli affidò il compito di traghettare nell'aldilà le anime degli uomini morti in mare; ma quando l'uomo scoprì che Calypso gli era infedele, per il dolore si strappò il cuore dal petto e lo nascose in uno scrigno, poi si volse contro la dea e rigettò il suo compito. È proprio lo scrigno col suo cuore che nel secondo film è oggetto della ricerca di Jack Sparrow, il quale viene inseguito da Davy Jones per saldare un vecchio debito; del cuore però si impadronisce James Norrington, che lo consegna a lord Beckett, capo della Compagnia delle Indie orientali, il quale acquisisce così il controllo su Davy Jones e l’Olandese volante, utilizzandoli per combattere la pirateria e dominare le rotte marittime. Alla fine del terzo film Davy Jones tenta di uccidere Sputafuoco Bill ma viene ucciso da Jack Sparrow che fa in modo che Will Turner pugnalasse il suo cuore sorreggendogli la mano per salvarlo dalla morte (Davy Jones aveva trafitto Will nel petto con una spada), Davy Jones muore e finisce nel maelstrom ma viene resuscitato alla fine del quinto film a causa della distruzione del Tridente di Poseidone e della liberazione di Will dall'Olandese Volante (infatti il potere della nave, non avendo un capitano, richiama il suo vecchio capitano) poiché l'Olandese Volante deve sempre avere un capitano, Davy Jones è ancora un mostro marino ma cerca vendetta su Sparrow e i Turner.
L'aspetto di Davy Jones è interamente fatto al computer, i movimenti del personaggio sulla pellicola sono stati riprodotti utilizzando la motion capture, in cui le movenze dell'attore Bill Nighy sono state convertite in immagini digitali. In italiano è doppiato da Gianni Giuliano.

### Cutler Beckett
Lord Cutler Beckett è l'antagonista secondario del secondo film e antagonista principale del terzo film, assieme a Davy Jones. Beckett è il Governatore della Compagnia delle Indie Orientali, fedele suddito di Re Giorgio II, e nel terzo film della saga, controlla l'Olandese Volante tramite il cuore di Davy Jones e ha una potente flotta che deve far piazza pulita dei pirati che si sono uniti per contrastarla.
È un personaggio ambizioso, educato, impassibile, antipatico e spietato che utilizza ogni genere di inganno e ricatto per raggiungere il suo scopo: distruggere i pirati e dare il controllo dei mari alla Compagnia delle Indie Orientali. In precedenza Jack Sparrow era al suo servizio e al comando della Perla Nera, ma quando Beckett gli chiese di trasportare e vendere alcuni schiavi, egli si ammutinò e divenne un pirata, perdendo però la Perla Nera, affondatagli dallo stesso comandante della Compagnia delle Indie Orientali; successivamente Beckett cercherà in tutti i modi di convincerlo a rientrare alle sue dipendenze essendo lui uno dei migliori capitani del mar dei Caraibi. All'inizio del secondo film racconta di essere stato promosso dal re in persona a Lord. Nelle prime scene del terzo, impicca una moltitudine di pirati, compreso un bambino, mentre nelle ultime, l'ammiraglia di Lord Beckett, l'Endeavour, viene affiancata sui due lati dalla Perla Nera e dall'Olandese Volante (di cui ora il capitano è Will Turner), che la sottopongono ad un fuoco incrociato. Lord Beckett non dà l'ordine di rispondere al fuoco (essendo rimasto talmente paralizzato dalla sorpresa da perdere quasi il contatto con la realtà), quindi il suo primo ufficiale, il tenente Theodore Groves, ordina di abbandonare la nave e in pochi si salvano. Beckett, invece, dopo aver schivato con gran fortuna diverse palle di cannone, muore nell'esplosione della nave.
È interpretato da Tom Hollander e in italiano è doppiato da Loris Loddi.

### Ian Mercer
Ian Mercer è presente nel secondo e terzo film, e di quest'ultimo è l'antagonista secondario. È un sadico e spietato ufficiale che serve ai comandi di Lord Cutler Beckett, e fa la maggior parte del lavoro sporco di Beckett come uccidere Weatherby Swann, il padre di Elizabeth. Nel terzo film, è stato incaricato di prendersi cura del cuore di Davy Jones. Viaggia con Jones nell'Olandese Volante, insieme a un gruppo di soldati, per assicurarsi che non disobbedisca a nessun ordine, assumendo il ruolo di comandante, ed è riluttante nella battaglia finale ad entrare nel maelstrom. Muore prima del conflitto quando Jones, approfittando del suo momento di debolezza, lo afferra e gli attorciglia i tentacoli sul viso, dentro naso e bocca, per ucciderlo e riprendersi la chiave del forziere -che Mercer teneva sempre appesa al collo- lasciando poi il suo corpo sul ponte.
È interpretato da David Schofield e doppiato in italiano da Michele D'Anca.
Sono stati creati diversi giocattoli legati al personaggio, ma sono molto rari rispetto a quelli degli altri protagonisti della serie.

### Sao Feng
Sao Feng (嘯風, Sao Feng, lett. Vento ululante) è apparso nel terzo film, ed è ritenuto il flagello della Malaysia ed è il terzo pirata più ricercato al mondo, preceduto soltanto da Hector Barbossa e Jack Sparrow. Il suo covo è a Singapore e da qui controlla il Mar Cinese Meridionale ed il Mare delle Andamane. Il pezzo da otto di Sao Feng è una collana di seta con un pendente di giada. Sao Feng è sfregiato sul volto da quattro cicatrici e porta sulla testa rasata il tatuaggio di un dragone, suo simbolo, e lo stesso devono fare tutti i pirati ai suoi comandi. Porta baffi e barba nello stile cinese, ha dita sottili con unghie molto lunghe, porta un solo anello d'oro, contenente il pezzo da otto di suo padre usato per rinchiudere Calypso. È un abile combattente e come armi usa una sciabola cinese e un punteruolo metallico usato a bordo delle navi per bloccare le cime. È molto rispettato da tutti i Pirati Nobili, in particolar modo dalla Vedova Ching, con la quale sembra che si siano avuti intrecci di carattere economico poiché entrambi si muovono al largo della costa asiatica, è inoltre sempre accompagnato da due concubine. Probabilmente l'odio nutrito nei confronti di Jack Sparrow è dovuto a una possibile relazione tra una di queste e Jack stesso.
Sao Feng è ritenuto il pirata con maggior potere: governa come un vero e proprio sovrano la sua città ed ha ai suoi ordini una vasta flotta di mercenari cinesi, capitanata da Tai Huang che, secondo alcuni, è figlio illegittimo di Sao Feng; è allo stesso Tai Huang che è affidato il controllo delle carte nautiche che Sao Feng tiene gelosamente rinchiuse nel tempio di suo zio in prossimità della sua città.
Sao Feng, come tutti i pirati, mira prima di tutto ai suoi scopi: non esita infatti a tradire Barbossa per allearsi con Lord Cutler Beckett, ma in seguito si riunisce alla pirateria e accetta di recarsi al consiglio della fratellanza, avendo però terribili rapporti con Jack Sparrow. Crede che Elizabeth Swann sia Calypso e, quando questa si trova a bordo dell'Empress (la sua nave ammiraglia), dopo aver tentato di baciarla, viene ucciso da una cannonata sparata dall'Olandese Volante. Subito prima di morire, Sao Feng nomina Elizabeth Capitano dell'Empress e Pirata Nobile.
È interpretato da Chow Yun-Fat e, in italiano, è doppiato da Roberto Pedicini.
Il personaggio ha avuto diverse critiche negative dalla critica cinematografica ed è stato ritenuto di danno all'immagine e alla cultura cinese. Molti critici, inoltre, hanno paragonato Sao Feng al personaggio fittizio Fu Manchu.

### Barbanera
Edward Teach, meglio noto come Barbanera, è l'antagonista principale del quarto film. È l'adattamento romanzato del celebre e famigerato pirata Edward Teach (noto appunto come "Barbanera"), realmente esistito, fu il più famoso esponente della cosiddetta età d'oro della pirateria. Altri elementi del personaggio, invece, si ispirano al personaggio letterario di Barbanera del romanzo Mari stregati di Tim Powers, che ha poi ispirato anche la trama del quarto film.
Barbanera è considerato "il terrore degli altri pirati", poiché tramite la sua spada è in grado di controllare la sua nave (la Queen Anne's Revenge) e altre (come nel caso della Perla Nera) di cui se ne serve per attaccare altre navi, uccidere altri pirati per poi imprigionare questi e le proprie imbarcazioni all'interno di bottiglie di vetro tramite una maledizione. Barbanera pratica anche le arti voodoo; infatti è in grado di creare una bambola voodoo di Jack Sparrow allo scopo di ricattare il pirata e obbligarlo a condurlo verso la Fonte. L'ultimo dei poteri di Barbanera è quello di riportare in vita delle persone per poi tramutarle in zombie. Gli zombie rappresentano gli ufficiali di Barbanera e sono degli esseri molto taciturni e crudeli che difficilmente si lamentano; seguono Barbanera in ogni avventura e sono fedeli al loro capitano.
Il produttore della saga cinematografica Pirati dei Caraibi, Jerry Bruckheimer, ha definito Barbanera «il personaggio più crudele che vi abbiamo mai dato» e «il pirata più orribile di tutti i tempi». L'attore Johnny Depp lo ha definito, invece, «l'unico a raggiungere veramente quello stato di mito». Il rapporto tra Barbanera e sua figlia Angelica è sicuramente uno dei punti chiave del film; mentre quest'ultima intende redimere il padre, Barbanera non sembra ricambiare i sentimenti della figlia. Questo particolare viene evidenziato in due scene: quando Barbanera minaccia di uccidere Angelica con delle pistole in modo da convincere Jack a gettarsi in un dirupo per recuperare i calici d'argento di Ponce de León, e quando non intende salvare la figlia dalla ferita del veleno della spada di Barbossa, ma anzi decidendo di sacrificarla affinché lui possa ottenere l'eterna giovinezza. Nonostante ciò, Angelica vuole molto bene a suo padre ed è disposta a tutto pur di salvarlo e a redimerlo dai suoi peccati.
La nave di Teach è la Queen Anne's Revenge, mentre la bandiera del pirata è un teschio dai denti aguzzi e macchiati di sangue. Se si osserva bene la Queen Anne's Revenge, tuttavia, si noterà che la polena della nave di Barbanera rappresenta uno scheletro con un lancia in una mano e una clessidra nell'altra, palese omaggio alla bandiera del vero Edward Teach.
Prima degli eventi di Pirati dei Caraibi - Oltre i confini del mare, Barbanera è riuscito a "catturare" la Perla Nera e ad uccidere tutta la sua ciurma mediante un maleficio. Il capitano della Perla, Hector Barbossa, pur di scampare al maleficio, è arrivato ad amputarsi la gamba destra, dopodiché, è diventato un corsaro al servizio della Corona inglese per potersi vendicare di Teach in un prossimo futuro. Quando Jack viene rapito da Angelica Teach, figlia di Barbanera, scopre che quest'ultimo e alla ricerca della Fonte della giovinezza per tentare di rompere una premonizione secondo la quale Teach sarebbe stato ucciso da un uomo senza una gamba (ovvero Barbossa) entro due settimane. Barbanera ricatta Jack tramite una bambola voodoo e gli ordina di condurlo alla Fonte. Nel corso del film, Barbanera dimostra tutta la propria cattiveria diverse volte, come quando uccide il cuoco della propria ciurma facendolo bruciare vivo dalla Revenge dopo il fallito ammutinamento organizzato da Jack Sparrow, poiché il cuoco era di guardia quando è avvenuto l'ammutinamento, quando minaccia di uccidere la sua stessa figlia Angelica per obbligare Sparrow a trovare i calici di Ponce De Leòn (necessari per il rituale alla Fonte) ed infine quando costringe Serena, una sirena catturata a WhiteCap Bay, a versare una lacrima, anch'essa necessaria per il rituale e facendo apparentemente uccidere il missionario Philip, di cui la sirena era innamorata e poi lasciando la sirena a morire dentro una palude nonostante avesse ormai ottenuto la sua lacrima. Trovata la fonte, Barbanera ha uno scontro con Barbossa, dal quale viene sconfitto e ferito mortalmente. Deciso più che mai a sopravvivere tramite la Fonte, il pirata chiede ad Angelica di sacrificarsi per lui, ma Jack, scambiando i calici, fa in modo che Angelica viva e che Barbanera muoia. Dopo la sua morte la sua nave, Queen Anne's Revenge, viene presa da Barbossa che ritorna ad essere un pirata.
Viene menzionato brevemente da Barbossa nel quinto film quando quest'ultimo libera la Perla Nera dalla bottiglia in cui lo stesso Barbanera l'aveva rinchiusa da cinque inverni or sono.
È interpretato da Ian McShane e in italiano è doppiato da Angelo Nicotra.

### Angelica Teach
Angelica Teach è l'antagonista secondaria e antieroina del quarto film. È la figlia del temibile pirata Barbanera e una ex-amante di Jack Sparrow. Anni prima degli avvenimenti del film Pirati dei Caraibi - Oltre i confini del mare, Angelica si trovava in un convento spagnolo e, come da lei ammesso, era pronta a prendere i voti; era stata però sedotta da Jack, che aveva scambiato il convento per un bordello, e poi lasciata dall'uomo, che, orgoglioso, aveva paura di innamorarsi di lei. All'inizio del film invece arruola una ciurma sotto il falso nome e travestimento di Jack Sparrow, provocando così l'indignazione del pirata. Dopo un duello nel bizzarro genere che accomuna i due, Angelica porta Jack, mentre è in stato di incoscienza, a bordo della Queen Anne's Revenge, dove i due riscoprono le affinità di un tempo. Angelica è restia a dire a Jack la verità sullo scopo del viaggio alla fonte della giovinezza, ma alla fine gli rivela che la fonte non era per loro due ma per il padre, per il quale provava grande affetto. Voleva infatti spezzare la maledizione che gravava su Barbanera, secondo la quale il pirata più crudele della storia sarebbe stato ucciso da un uomo senza una gamba. Alla fine però sia lei che il padre vengono feriti dalla spada avvelenata di Barbossa e il padre dimostra di non provare niente per lei, chiedendole di sacrificarsi per lui. Jack, che aveva previsto il suo comportamento, scambia i calici alla fonte, dando ad Angelica quello della vita e al padre quello della morte. Dopo essere stata salvata da Jack ma dopo che questi vedendola ingrata e incapace di accettare che il padre fosse un uomo malvagio decide di punirla per darle una sonora lezione, Angelica viene così abbandonata su un'isola deserta con una pistola con un colpo dove Jack le dà 2 opzioni usare il colpo per provare a segnalare la sua posizione a qualche nave di passaggio oppure usarlo per suicidarsi per evitare di morire di fame come via d'uscita più semplice per porre fine alle sue sofferenze, Angelica però spreca subito il proiettile cercando di uccidere Jack mentre si allontana su una scialuppa, e mentre è sulla spiaggia trova a riva la bambola voodoo creata dal padre per torturare Jack.
Angelica è stata più volte definita l'alter ego al femminile di Jack, in quanto presenta tutte le sue caratteristiche. In apparenza è molto dura, non vuole mostrare le sue debolezze, soprattutto a Jack, contro il quale cerca di "vendicarsi", cadendo poi preda del suo stesso gioco, infatti i due entrano in un tira e molla che non ha fine, tuttavia a differenza di Jack Angelica può uccidere una persona se si sente provocata o se vuole avere quello che vuole. Inoltre Angelica non assomiglia per niente a suo padre, al quale si sente legata da un affetto sincero, che il padre però non contraccambia. Infatti ha una personalità molto più dolce e sensibile, e non sopporta le orrende torture e gli atti di crudeltà compiuti da quest'ultimo. 
È interpretata da Penélope Cruz e in italiano è doppiata da Chiara Colizzi.

### Armando Salazar
Armando Salazar, meglio noto come Capitán Salazar, è l'antagonista principale del quinto film. Salazar è il nemico giurato del pirata Jack Sparrow ed è il capitano della Silent Mary. È un inquietante fantasma a capo di una ciurma di marinai fantasma, virtualmente immortali ma costretti a non poter scendere sulla terraferma, altrimenti si dissolvono mentre toccano con i piedi per terra. Da umano era un pluridecorato capitano della Real Armada e si era costruito la fama di spietato cacciatore di pirati, avventurieri e fuorilegge, che odiava al punto da non considerarli esseri umani, ma una "malattia" e da giustiziare senza pietà i superstiti di una battaglia navale mentre si aggrappavano ai relitti delle loro navi sventolando bandiera bianca. Si guadagnò il soprannome di El Matador del Mar.
I pirati, impotenti contro la Silent Mary e l'abilità tattica del capitano, gli tesero un agguato e lo affrontarono forti di ben dieci navi nei pressi del Triangolo del Diavolo, ma ancora una volta il capitano spagnolo ebbe la meglio. Un giovane Jack Sparrow, conducendo l'unica nave sopravvissuta allo scontro, lo sfidò ad inseguirlo proprio all'interno del Triangolo: la nave pirata riuscì, con una audace virata, a portarsi in salvo, ma la Silent Mary, che non era abbastanza agile per manovrare tra le rocce, si incagliò all'interno di una grotta. L'urto causò l'esplosione della santabarbara, che uccise tutti i membri dell'equipaggio; tuttavia le forze sovrannaturali presenti all'interno del Triangolo resuscitarono i morti, condannandoli a vagare in eterno come fantasmi. Salazar e la sua ciurma maledetta rimasero imprigionati all'interno del Triangolo (assalendo e massacrando ogni equipaggio capitasse tra quelle rocce, risparmiando solo un uomo per nave affinché potesse raccontare la storia) fino a quando Jack Sparrow non diede via la propria bussola, la quale liberò, a sua insaputa, le sue più profonde paure.
Nel corso del film, dopo essere fuggito dal Triangolo del Diavolo, Salazar e la sua ciurma di marinai fantasma iniziano ad affondare ogni nave che incontrano per mare, lasciando in vita un uomo per ogni nave per diffondere il messaggio che i morti hanno preso il comando del mare e non si fermeranno fin quando non avranno ucciso tutti i fuorilegge, principalmente l'odiato Jack Sparrow. Il capitano Hector Barbossa, dopo che Salazar affonda tre delle navi della sua flotta, incontra il malvagio capitano della Silent Mary e gli propone un patto: lui lo condurrà da Sparrow entro l'alba del giorno successivo o Salazar potrà prendere la sua vita. Salazar accetta, costringendo Barbossa e la sua ciurma ad abbandonare la loro nave, la Queen Anne's Revenge, ma non prima di aver fatto uccidere diversi uomini di Barbossa. Il giorno dopo, Salazar riesce finalmente a trovare il passero, ma nonostante mandi degli squali fantasma ad uccidere il pirata e tenti di ucciderlo lui stesso, Jack riesce a fuggire su un'isola, dove Salazar scopre di non poter mettere piede sulla terraferma perché altrimenti si dissolverebbe. Salazar torna furioso sulla sua nave ma Barbossa gli propone un altro accordo: lui andrà a terra con i suoi uomini a catturare Jack e lo consegnerà a Salazar. Salazar accetta controvoglia e lascia andare Barbossa e la sua ciurma a catturare Jack. Diverse ore dopo, avendo capito di essere stato tradito, Salazar insegue la rediviva Perla Nera e dopo aver distrutto un vascello britannico, il capitano spagnolo ingaggia uno scontro con Sparrow mentre la sua ciurma affronta quella della Perla Nera. Salazar non riesce tuttavia ad uccidere Jack ed è costretto a tornare sulla sua nave, dal momento che la Perla Nera approda sull'isola dove è situato il Tridente di Poseidone, ma non prima di aver rapito il giovane Henry Turner. Salazar decide quindi di possedere Henry e raggiunge la Tomba di Poseidone, situata sul fondo dell'oceano, nonostante l'avvertimento del suo fedele primo ufficiale Lesaro. Salazar riesce infine a prendere il Tridente e, dopo essersi liberato dal corpo di Henry, inizia a torturare Jack ma non riesce ad ucciderlo. Dopo che Henry distrugge il Tridente, Salazar e la sua ciurma tornano umani, ma la loro gioia dura poco poiché le acque del mare, che si erano aperte quando Jack e compagni avevano aperto la Tomba di Poseidone, si iniziano a rinchiudere. Barbossa arriva in soccorso di Jack e gli altri con un'ancora, ma Salazar, sempre deciso più che mai ad uccidere il suo nemico giurato una volta per tutte, riesce ad aggrapparsi all'ancora lasciando tutta la sua ciurma, compreso il suo ufficiale più fidato, Lesaro, a morire annegata. Salazar inizia quindi a scalare l'ancora ed estrae la propria spada, cercando di uccidere anche Carina Smyth, la bella figlia di Barbossa, per prima. Tuttavia, il vecchio pirata decide di sacrificarsi per salvare gli altri e si getta su Salazar trafiggendolo con una spada e facendolo precipitare negli abissi, insieme.
Salazar, come tutti i suoi uomini e la sua stessa nave, porta sul proprio corpo di non-morto i segni dell'esplosione che distrusse la Silent Mary: oltre ad essere sfregiato, i suoi abiti sono bruciati, la sua elegante spada consumata dalle fiamme e il lato sinistro del cranio è distrutto dall'esplosione. Inoltre potrebbe avere avuto la schiena danneggiata, dato che è sempre in posizione gobba e usa la sua spada come un bastone da passeggio.
È interpretato da Javier Bardem e in italiano è doppiato da Roberto Pedicini.

### Re Giorgio II
Re Giorgio II di Gran Bretagna è l'altezzoso re di Gran Bretagna, basato sul reale monarca Giorgio II di Gran Bretagna. Egli è in rivalità politica e religiosa con la Corona di Spagna, e appare solamente nel quarto film. Poiché Jack Sparrow si trova a Londra, lo cattura e lo fa portare a St. James Palace, essendo consapevole che il capitano possiede le mappe che conducano alla Fonte della Giovinezza, propone all'avventuriero di unirsi alla spedizione verso la Fonte della Giovinezza, volendo appropriarsene, guidata da Barbossa divenuto un corsaro della Corona. Jack, che ha un debito da sistemare con il rivale, rifiuta e evade, stupendo il sovrano per la sua astuzia; dopo aver ordinato a Barbossa di ricatturare il fuggitivo di lui non si saprà più nulla.
È interpretato da Richard Griffiths e, in italiano, è doppiato da Paolo Lombardi.

### Re Ferdinando VI
Re Ferdinando VI di Spagna è il re di Spagna, basato sul reale monarca Ferdinando VI di Spagna. Egli è in rivalità politica e religiosa con la Corona d'Inghilterra ed appare solamente nel quarto film. Egli, nella sua residenza a Cadice, riceve la visita di due pescatori che hanno trovato il corpo di un uomo che dice di aver trovato la Fonte della Giovinezza. Vedendo che quest'uomo ha con sé il diario di bordo della Santiago, la nave del conquistador Juan Ponce de León, partito più di 200 anni prima per cercare la Fonte, Ferdinando appura che la leggendaria sorgente è reale. Credendo che la scoperta di quelle acque magiche avrebbe rappresentato un pericolo per il mondo cattolico, Re Ferdinando invia lo Spagnolo, il suo condottiero più fidato, a trovare e distruggere la Fonte.
È interpretato da Sebastian Armesto e, in italiano, è doppiato da Luigi Morville.

### Maccus
Maccus è il primo ufficiale dell'Olandese Volante al servizio di Davy Jones, che compare nel secondo e terzo film. Come ogni membri della ciurma dell'Olandese possiede delle fattezze legate al mondo marino e lui, in particolare, ha la testa di uno squalo martello.
È interpretato da Dermot Keaney e in italiano è doppiato da Mauro Magliozzi.

### Spagnolo
Lo Spagnolo è apparso nel quarto film. È il condottiero più fedele di Re Ferdinando VI. Quando quest'ultimo scopre dell'esistenza della Fonte della Giovinezza, temendo che la scoperta di quella sorgente magica avrebbe rappresentato un pericolo per il mondo cattolico, ordina allo Spagnolo di guidare una spedizione per trovare la fonte e distruggerla. Lo Spagnolo e i suoi uomini riescono a trovare i calici d'argento di Juan Ponce de León che verranno poi rubati da Jack Sparrow. Nella battaglia per la Fonte della Giovinezza, lo Spagnolo uccide Theodore Groves, che cercava di proclamare la Fonte proprietà dell'Impero Britannico. Lo Spagnolo e i suoi uomini portano a termine la loro missione con successo distruggendo per sempre la Fonte e il pericolo che essa rappresentava.
È interpretato da Óscar Jaenada e, in italiano, è doppiato da Eugenio Marinelli.

### Tamara
Tamara è una temibile sirena bionda che appare nel quarto film della saga. Lei canta "Il mio audace allegro marinaio" ai membri della ciurma di Barbanera tentando di uccidere uno di loro, Scrum, ma senza successo. Subito dopo le sirene iniziano il loro attacco.
È interpretata da Gemma Ward e in italiano è doppiata da Benedetta Degli Innocenti.

### John Scarfield
John Scarfield è l'antagonista secondario del quinto film, ed un ufficiale della Marina britannica. È fedele al suo dovere e all'Impero: deciso a catturare Jack Sparrow, Henry Turner e Carina Smyth, si fa aiutare dalla strega Shansa a rintracciarli ma viene ucciso insieme alla sua ciurma dal Capitan Salazar.
È interpretato da David Wenham e, in italiano, è doppiato da Mimmo Strati.

### Lesaro
Lesaro è presente nel quinto film. È il primo ufficiale del Capitán Salazar, al quale è molto fedele; porta una benda sull'occhio.
Lesaro è l'uomo più fidato nella ciurma di Salazar e ha sempre accompagnato il suo capitano in tutte le sue spedizioni contro i pirati. Durante la battaglia all'esterno del Triangolo del Diavolo, dei pirati sopravvissuti si aggrappano ai relitti della propria nave chiedendo pietà. Lesaro mostra compassione per i pirati ma Salazar gli ordina comunque di ucciderli tutti. Lesaro muore quando Jack Sparrow fa finire la Silent Mary nel Triangolo del Diavolo, dove la nave esplode e l'intero equipaggio muore. Tuttavia, Lesaro, insieme al resto della ciurma, torna come fantasma assetato di vendetta nei confronti di Sparrow. Diversi anni dopo, la ciurma della Silent Mary riesce a fuggire dal Triangolo e riprende la propria campagna contro i pirati. Verso la fine del film, nella Tomba di Poseidone, Lesaro e il resto della ciurma tornano umani con la distruzione del Tridente. Tuttavia, le acque della Tomba iniziano a richiudersi e Lesaro tenta invano di salvarsi aggrappandosi all'ancora della Perla Nera sulla quale però riesce a salire Salazar. Lesaro implora il proprio capitano di non abbandonare la sua ciurma, ma Salazar lo ignora poiché considera più importante vendicarsi di Jack Sparrow, finendo per morire annegato.
È interpretato da Juan Carlos Vellido e, in italiano, è doppiato da Diego Suarez.

### Pierre Kelly
Pierre Kelly (chiamato anche Pig Kelly per la sua risata simile al grugnito di un maiale) è un pirata attivo nel Mar dei Caraibi che compare solamente nel quinto film. Pierre vive sull'isola di Hangsman's Bay assieme ad una banda di pirati (di cui è a capo) e sua sorella Beatrice. In passato diede dei soldi a Jack Sparrow che però non ha più ripagato il debito. In seguito Pig riesce a catturare Sparrow che si era rifugiato sull'isola con Henry Turner e Carina Smyth per fuggire dal terrificante Capitan Salazar. Sull'isola Pierre, come ricambio del debito, organizza un matrimonio tra sua sorella Beatrice e Jack il quale è restio a sposare la sorella di Kelly per il suo orrendo aspetto. Alla fine Sparrow, minacciato da Pig a morte, si decide a compiere il rito matrimoniale. Ma durante la cerimonia irrompe a sorpresa Hector Barbossa che spara a Pierre ferendolo ad una gamba uccidendolo, gli invitati fuggono e Sparrow è salvo.
È interpretato da Ken Radley e, in italiano, è doppiato da Luca Biagini.

### Toms
Il capitano Toms è un comandante della Marina britannica capitano della HMS Monarch, un vascello da guerra britannico. Nel 1751 Toms si lancia con la Monarch all'inseguimento di una nave pirata olandese. Sulla nave britannica si trova anche il giovane marinaio Henry Turner, figlio di Will Turner, che riesce ad intravedere che le due navi si stanno dirigendo verso il Triangolo del Diavolo, un luogo oscuro e misterioso da cui molte navi non fanno ritorno. Henry, disperato, si dirige dal capitano Toms avvertendolo del pericolo del Triangolo ma il capitano dice di non credere a certe leggende marine e decide continuare la sua rotta. Henry cerca allora di appropriarsi del timone della nave ma viene fermato dai soldati. Toms accusa Henry di tradimento e dopo avergli strappato le maniche della divisa (marchio del tradimento) lo fa rinchiudere nelle celle della nave. La Monarch prosegue la rotta ed entra nella grotta posta al centro del Triangolo delle Bermuda. Il luogo sembra desolato ma all'improvviso la nave viene attaccata da una ciurma dei terrificanti marinai fantasma. Dopo che tutto l'equipaggio della Monarch viene ucciso, il capitano Toms viene bloccato dai marinai fantasma. L'inquietante capitano della ciurma, Armando Salazar, si avvicina all'uomo, che, spaventato gli chiede che cosa sia. Salazar lo prende per il collo e gli dice che è la morte. Infine Salazar uccide Toms, spezzandogli il collo, e poi lo getta nel fuoco.
È interpretato da Richard Piper e, in italiano, è doppiato da Giovanni Petrucci.

## Personaggi secondari

### Joshamee Gibbs
Joshamee Gibbs è un amico di lunga data e il braccio destro di Jack Sparrow, e un frequente primo ufficiale. Pur essendo un uomo pratico, concreto e occasionalmente ragionevole, è profondamente superstizioso e fa frequenti riferimenti a varie cause di "sfortuna" (in particolare riguardo alle donne a bordo della nave o allo svegliare un uomo che dorme). È buono e affabile e anche molto affezionato al rum, che beve da una fiaschetta di cuoio: nel secondo film, quando Will Turner dà l'ordine di usare anche il rum come esplosivo contro il Kraken, Gibbs accetta solo con molta riluttanza, mostrandosi quasi abbattuto (ciò richiama la reazione di Jack Sparrow nel primo film, quando Elizabeth Swann brucia tutto il rum). È anche molto ben informato sulla tradizione dei pirati e si attiene al Codice dei Pirati la maggior parte delle volte, e lo ha infranto almeno una volta per salvare Jack Sparrow a Port Royal. Prende un momento di silenzio per chiunque venga lasciato indietro (specialmente Jack) ma lo supera abbastanza velocemente. A volte, Gibbs ha dimostrato di essere abbastanza adattivo e di pensare rapidamente nelle situazioni. Nonostante abbia distrutto la mappa di Mao Kun, Gibbs ha mantenuto i suoi dettagli nella sua memoria, avendo in mente ogni percorso e destinazione al sicuro.
Il rapporto che traspare tra Gibbs e Sparrow è molto particolare: infatti è l'unico uomo di cui Jack pare fidarsi realmente, nonostante sovente vi siano tra loro motivi di scontro; a sua volta Gibbs è l'unico uomo realmente fedele a Jack. È probabilmente l'unico personaggio che conosce la storia di Jack Sparrow, e ciò è dimostrato dalla loro grande amicizia, essendo una delle poche persone ad ammettere di essere andato a salvare Jack dallo Scrigno di Davy Jones perché gli mancava, ed essendo il primo ad accettare di farlo. Quando ogni capitano aveva bisogno di un primo ufficiale affidabile, Gibbs era la prima scelta di Jack Sparrow. Formavano una grande squadra, ma avevano l'abitudine di mettersi nei guai a vicenda. Fu Jack a convincere Gibbs, un marinaio della Royal Navy, a diventare un pirata. 
Esprime maturità e difficilmente si arrabbia. Lo sceneggiatore Terry Rossio ha detto che ritiene effettivamente Gibbs il personaggio più virtuoso della serie. Il suo cognome è probabilmente basato su Charles Gibbs, un pirata americano del XIX secolo.
Joshamee Gibbs è immediatamente riconoscibile dalla sua carnagione rubiconda dalla vita sul ponte, la sua corporatura corpulenta e i suoi caratteristici peli sul viso "a montone". L'abbigliamento di Gibbs era tipico degli ufficiali di mandato della Royal Navy, sebbene fosse strappato e lacerato in alcuni punti, vale a dire il suo cappotto, che aveva le maniche strappate. Come molti pirati, Gibbs ha una sciabola con un'elsa a conchiglia, che indossava su una cintura di cuoio senza fodero, saccheggiata da una precedente avventura. Gibbs conserva anche un'antica pistola con ponticello in acciaio, per motivi sentimentali. Nella sua carriera da pirata, Gibbs è abile con la spada, ma la usa a malapena in battaglia tanto quanto usa la pistola. Gibbs è anche noto per avere un orsacchiotto di pezza con cui dorme in alcune occasioni.
È interpretato da Kevin McNally e in italiano è doppiato da Saverio Indrio.

### Pintel e Ragetti
Pintel è uno dei pirati dell'equipaggio della Perla Nera che compare nei primi tre film della saga (La maledizione della prima luna, Pirati dei Caraibi - La maledizione del forziere fantasma, Pirati dei Caraibi - Ai confini del mondo) ed è amico di Ragetti.
Pintel, assieme a Ragetti, compare nell'attacco a Port Royal. Sono loro che trovano Elizabeth Swann. Sono ancora loro che devono travestirsi da lady per diversivo dell'attacco, ma essendo maledetti vengono scoperti. Sono tra i pochi della ciurma a sopravvivere quando la maledizione cessa. Nel secondo film, Pintel compare per la prima volta assieme a Ragetti, quando cerca di "recuperare", come dice lui, la Perla Nera. In seguito diventa pirata della ciurma di Jack Sparrow e, sempre con Ragetti, raggiunge l'Isla Cruces. Il pirata è uno dei pochi a sopravvivere all'attacco finale del Kraken. Pintel, nel terzo film, compie il viaggio verso i confini del mondo per liberare Jack. Alla fine del film, però, Hector Barbossa deruba nuovamente Jack e Gibbs della Perla Nera, tuttavia Pintel e Ragetti, avendo sviluppato una certa fedeltà e anche affetto per il capitan Sparrow, assieme a Marty e Cotton, si sentono in colpa per aver abbandonato Jack e chiedono a Barbossa se almeno ha la mappa della Fonte della Giovinezza ma quando la tira fuori fu scoperto che Jack aveva tagliato la mappa precedendo il tradimento di Barbossa il quale provoca l'ultima goccia per coloro che erano ancora fedeli a Jack. Pintel e il suo amico Ragetti non hanno partecipato all'attacco del pirata Barbanera avvenuto dopo gli eventi del terzo film e prima degli eventi del quarto film in quanto hanno abbandonato la ciurma di Barbossa dopo che rubò la Perla Nera, tuttavia non si sa se siano vivi o meno dato che non sono tornati nel quinto film.
Ragetti è uno dei pirati dell'equipaggio della Perla Nera che compare nei primi tre film della saga (La maledizione della prima luna, Pirati dei Caraibi - La maledizione del forziere fantasma e Pirati dei Caraibi - Ai confini del mondo); è amico di Pintel, col quale ha il ruolo di cannoniere. Ragetti è un pirata spesso ridicolizzato e deriso dagli altri, appartenente prima alla ciurma di Jack Sparrow e poi a quella di Hector Barbossa.
La sua caratteristica principale è l'occhio di legno dal quale non si separa mai, che poi si scoprirà essere il pezzo da otto di Barbossa: ciò è anche dimostrato dal fatto che la scimmietta del capitano cerca sempre di rubarglielo per riportarlo al legittimo proprietario.
Caratteristica particolare di Ragetti è il cambiamento di personalità che subisce dal primo al secondo film: nel primo film è un pirata come tutti gli altri, attaccabrighe e ridicolo, ma poi, nel secondo e nel terzo film, diviene un pirata devoto a Dio, non si separa mai da una Bibbia (che, però, essendo analfabeta non sa leggere): infatti quando Tia Dalma chiede a lui, a Pintel e a mastro Gibbs cos'è che fa tribolare gli uomini e mentre i due pirati rispondono il mare e le ricchezze, lui tenta timidamente di proporre come risposta la dicotomia tra bene e male, inoltre è lui che riesce a liberare Calypso.
Sono interpretati da Lee Arenberg e da Mackenzie Crook e in italiano sono doppiati da Gerolamo Alchieri e da Vladimiro Conti.

### Jack (scimmia)
Jack è una scimmia cappuccina e animale da compagnia di Hector Barbossa, chiamata "Jack" da Barbossa in spregio al suo vecchio capitano Jack Sparrow.
Nel primo film, Jack è una Non-Morta come il suo padrone e la ciurma della Perla Nera ma alla fine la maledizione viene spezzata e sia lui che il resto della ciurma ritornano mortali, tuttavia dopo la morte del suo padrone Jack prende nuovamente una moneta dal forziere dell'Isla de Muerta e torna ad essere Non-Morta.
Nel secondo film, Jack viene consegnato da Jack Sparrow a Tia Dalma in cambio di informazioni su Davy Jones e infine la scimmia si ricongiunge col suo vecchio padrone Barbossa, il quale è stato resuscitato da Tia Dalma a patto che li aiuti a salvare Sparrow.
Nel terzo film, Jack fornisce spesso una figura comica ma è tuttavia ancora maliziosa verso Sparrow ed è ancora odiata, alla fine torna sulla Perla Nera dopo che Barbossa ha di nuovo rubato la Perla Nera a Sparrow tuttavia quest'ultimo sorprende sia Barbossa che Jack stesso poiché ha rubato la mappa che conduce alla Fonte della Giovinezza.
Nel quarto film, Jack, come conseguenza all'attacco di Barbanera alla Perla Nera, è stata separata dal suo padrone è stata rimpicciolita e rinchiusa all'interno di una bottiglia assieme alla Perla Nera stessa e al pappagallo di Cotton. Appare solo in due scene in tutto il film: nella prima la scimmia intravede Sparrow da dentro la bottiglia e gli ringhia contro. Sparrow commenta che la scimmia è "anche più fastidiosa in miniatura". Alla fine del film, quando Sparrow osserva di nuovo la Perla dentro la bottiglia, la scimmia Jack gli ringhia contro di nuovo spaventando comicamente Sparrow il quale afferma di odiare quella scimmia.
Nel quinto film Jack viene liberato dalla bottiglia assieme alla Perla Nera e assieme ad essa torna alle sue dimensioni originali, Jack si ricongiunge al suo vecchio padrone Barbossa e torna ad infastidire comicamente Sparrow, alla fine la scimmia Jack parteciperà, insieme agli altri al compianto per Barbossa, morto poco prima per salvare sua bella figlia Carina, compreso l'ormai ex rivale Jack Sparrow ed Henry Turner. In seguito si intuisce che diventerà la scimmia domestica di Jack Sparrow.

### James Norrington
James Norrington è un ufficiale della Marina britannica, che fin dal primo film appare come un uomo arrogante e impettito, che combatte con decisione la pirateria. È innamorato di Elizabeth Swann, la figlia del governatore di Port Royal, e la vorrebbe sposare, ma lei gli preferisce il giovane Will Turner. Nel secondo film appare invece in disgrazia, radiato a causa della sua fallimentare caccia a Jack Sparrow; ma alla fine del film riesce ad impadronirsi del cuore di Davy Jones e a consegnarlo a lord Beckett, capo della Compagnia delle Indie orientali, il quale in cambio lo fa reintegrare nel suo vecchio rango di commodoro e promuovendolo al grado di Ammiraglio. Norrington muore nel terzo film, ucciso per aver aiutato un'ultima volta Elizabeth, di cui era ancora innamorato ed era riuscito a darle un primo ed ultimo bacio.
È interpretato da Jack Davenport e doppiato in italiano da Danilo De Girolamo.

### Sputafuoco Bill Turner
William Turner, Sr., meglio noto come Bill, era uno dei membri dell'equipaggio dell'Olandese Volante; appare ne La maledizione del forziere fantasma e Ai confini del mondo (secondo e terzo film della saga). Pochissime persone conoscono il suo vero nome (tra questi pochi, Jack Sparrow e Hector Barbossa) e lui è conosciuto soprattutto come Sputafuoco Bill Turner (in originale, Bootstrap Bill Turner).
Sputafuoco era uno dei membri dell'equipaggio della Perla Nera sotto il comando di Jack Sparrow. Quando il primo ufficiale Hector Barbossa sollevò un ammutinamento togliendo il comando a Jack Sparrow e abbandonandolo su un'isola destinandolo a morire, Sputafuoco rimase fedele a Jack ma rimase a bordo della Perla Nera con Barbossa e gli altri. Quando Barbossa e la ciurma vennero maledetti dal tesoro azteco di Cortés, Bill Turner disse che si meritavano di essere maledetti per quello che avevano fatto a Jack Sparrow. In più, Bill, per punire i suoi compagni, inviò uno dei medaglioni del tesoro azteco a suo figlio William in modo tale che Barbossa e gli altri non potessero restituirlo e rimanere maledetti. Barbossa, furioso, fece legare Sputafuoco ad un cannone e lo gettò in mare. Incapace di morire per via della maledizione dell'Isla de Muerta incontrò Davy Jones e accettò di far parte della sua ciurma pur di essere liberato.
A bordo dell'Olandese Volante ritrova il figlio Will Turner quando esso era alla ricerca della chiave del forziere fantasma che contiene il cuore del famigerato Davy Jones per conto di Jack Sparrow. Bill Turner aiuta il figlio a recuperare la chiave e a scappare pagandone però un caro prezzo: mentre prima aveva pattuito un servizio da rendere a Jones di "soli" cento anni, ora sarà costretto a servirlo per l'eternità. Il figlio prima di andarsene giura che tornerà per salvarlo dalla morsa di Davy Jones.
James Norrington verrà ucciso proprio da Bill Turner, ormai sopraffatto dalla maledizione dell'Olandese che lo porta a considerarsi "parte della nave, parte della ciurma", per la sua volontà di liberare Elizabeth Swann dalle prigioni dell'Olandese. Il giuramento di Will sarà compiuto da Jack Sparrow, il quale in Pirati dei Caraibi - Ai confini del mondo, guida la mano di Will morente, facendole colpire il cuore di Davy Jones con il moncone della spada dello stesso Jack. In questo modo le anime della ciurma dell'Olandese Volante vengono liberate dal comando di Davy Jones e poste sotto quello di Will risorto. Will offre al padre la libertà, ma questi vi rinuncia: per troppo tempo è stato separato da suo figlio, e ora vuole rimanere con lui. Bill continuerà quindi a prestare servizio sull'Olandese Volante.
È interpretato da Stellan Skarsgård e, in italiano, è doppiato da Rodolfo Bianchi.

### Mullroy e Murtogg
Mullroy e Murtogg sono una coppia comica di soldati poi divenuti pirati che spesso si distraggono dai loro doveri a causa delle loro discussioni. Sono la controparte "civilizzata" dei loro equivalenti pirati Pintel e Ragetti. Come le loro controparti pirata, uno (Mullroy) è grasso e dominante, mentre l'altro (Murtogg) è magro e più reticente.
Nel primo film, Mullroy e Murtogg sono due Royal Marines agli ordini del Commodoro Norrington a Port Royal. Nel terzo film sono diventati due soldati della Compagnia britannica delle Indie Orientali a guardia del forziere fantasma a bordo dell'Olandese Volante. Durante la battaglia finale, Jack Sparrow riesce a rubare il forziere quando i due si distraggono, come già accaduto nel primo film, in una discussione. Mullroy e Murtogg salgono poi a bordo della Perla Nera dove, per non essere catturati, si travestono da pirati e si uniscono alla ciurma di Hector Barbossa dopo la fine della battaglia. Nel quinto film ritornano come due membri della ciurma del Capitan Barbossa a bordo della Queen Anne's Revenge, ma dopo la sua morte vengono a fare parte della nuova ciurma dello stesso Jack Sparrow a bordo della Perla Nera.
Sono interpretati da Giles New e Angus Barnett e, in italiano, sono doppiati da Sergio Lucchetti e Franco Mannella.

### Cotton
Cotton è un pirata muto al quale è stata tagliata la lingua e che per questo insegnò al suo pappagallo a parlare così da fargli tradurre ciò che lui ha intenzione di dire; come afferma Joshamee Gibbs, non si sa come ci sia riuscito. Nel primo film Cotton viene arruolato dal capitano Jack Sparrow, Will Turner e Gibbs a Tortuga per salvare Elizabeth Swann, rapita dal pirata Hector Barbossa. Cotton riappare nei due sequel del film durante i quali serve fedelmente Jack Sparrow e Barbossa. Nel secondo film Cotton è tra i pochi membri della ciurma a sopravvivere allo scontro con il Kraken mentre alla fine del terzo rimane a bordo della Perla Nera a servire Barbossa, che salpa con la Perla Nera da Tortuga lasciando Jack e Gibbs indietro. Non si se sia sopravvissuto durante l'attacco della Queen's Anne Revenge alla Perla Nera poco prima degli evento del quarto capitolo.
È interpretato da David Bailie.

### Marty
Marty è un pirata nano arruolato da Jack Sparrow, Will Turner e Joshamee Gibbs a Tortuga. Anche se Marty non ha molto dialogo nei film è comunque tra i membri più notabili della ciurma della Perla Nera. Alla fine del terzo film resta a bordo della Perla Nera, nuovamente rubata da Hector Barbossa a Jack Sparrow. Nel quinto film ritorna nella ciurma di Jack Sparrow, in cui si scontra con i marinai fantasma del perfido Capitan Salazar.
È interpretato da Martin Klebba e in italiano è doppiato da Stefano Onofri.

### Scrum
Scrum è apparso nel quarto film della saga come un membro della ciurma del pirata Barbanera. Nel corso della storia stringe amicizia con Jack Sparrow; al termine del combattimento tra Barbanera e Capitan Barbossa, che vede quest'ultimo vincitore, decide di seguirlo. Nel quinto film fa parte della ciurma di Jack Sparrow.
È interpretato da Stephen Graham e in italiano è doppiato da Alessandro Quarta.

### Cremble
Cremble è un pirata apparso nel quinto film che fa parte della ciurma di Jack Sparrow.
È interpretato da Adam Brown e in italiano è doppiato da Antonio Palumbo.

### Bollard
Bollard è un pirata apparso nel quinto film che fa parte della ciurma di Jack Sparrow.
È interpretato da Danny Kirrane e in italiano è doppiato da Alessandro Budroni.

### Pike
Pike è un pirata apparso nel quinto film che fa parte della ciurma di Jack Sparrow
È interpretato da Delroy Atkinson e, in italiano, è doppiato da David Vivianti.

### Weatherby Swann
Il governatore Weatherby Swann è il padre di Elizabeth Swann, presente nei primi tre film della saga.
Weatherby Swann viene nominato governatore di Port Royal dal re d'Inghilterra circa otto anni prima del primo film. Fin da subito appare chiara la sua natura di uomo retto anche se un po' retrogrado e profondamente premuroso e amorevole nei confronti della figlia: per lei, desidera una vita agiata, tipica delle nobildonne di corte e, durante gli avvenimenti del primo film, appare molto entusiasta sulla possibilità di un matrimonio tra Elizabeth e il commodoro James Norrington; ciò cozza con gli ideali della figlia, la quale, pur dimostrandosi profondamente devota e affezionata al padre, sogna invece l'avventura ed è singolarmente molto affascinata dalla vita dei pirati, oltre ad essere innamorata del fabbro Will Turner.
Nel secondo film, la sua posizione di governatore viene notevolmente ridimensionata dall'arrivo a Port Royal di lord Cutler Beckett, il quale fa arrestare sua figlia Elizabeth e Will Turner il giorno delle loro nozze. Quando Will parte per cercare Jack Sparrow (come richiestogli da Beckett), il governatore tenta di far fuggire la figlia in Inghilterra, venendo però scoperto dagli uomini del lord; Elizabeth riesce comunque a fuggire e lui viene imprigionato, salvo poi venire liberato da Beckett in cambio della sua disponibilità a collaborare con lui e appoggiandolo come governatore.
Nel terzo film, il governatore appare marginalmente: letteralmente schiavizzato da Lord Beckett, riesce a carpire alcuni segreti riguardo al cuore di Davy Jones, motivo per il quale viene ucciso per ordine del perfido tiranno. Nel suo viaggio verso l'oltretomba, riesce a salutare un'ultima volta la figlia.
È interpretato da Jonathan Pryce e in italiano è doppiato da Gino La Monica.

### Tia Dalma
Tia Dalma è la sacerdotessa vudù che appare nel secondo e nel terzo capitolo della saga. In quest'ultimo film si scopre che in realtà è la dea pagana Calipso, confinata in un corpo umano dal primo Consiglio della Fratellanza con l'aiuto del suo ex amante Davy Jones.
Calypso era la dea del mare, un giorno incontrò e si innamorò di Davy Jones e gli assegnò un compito che gli avrebbe dato l'immortalità: essere il capitano di una nave indistruttibile, l'Olandese Volante, e traghettare le anime di coloro che sono morti in mare, fino a un luogo in confine tra il mondo dei vivi e quello dei morti (che in futuro verrà rinominato “lo Scrigno di Davy Jones”) col vincolo di non poter scendere sulla terraferma più di una volta ogni dieci anni. Quando Jones ebbe svolto il suo compito e tornò a terra, non trovò Calypso ad aspettarlo, poiché lo aveva tradito.
Calypso venne a sua insaputa tradita da Jones, che persuase la fratellaza dei pirati a imprigionarla nella sua forma umana e così fu. Calypso divenne un essere umano, sotto il nome di Tia Dalma, mentre Jones corruppe se stesso e diventò un mostro umanoide (il corpo da uomo, la faccia da polpo, i tentacoli al posto della barba, un lungo tentacolo al posto dell'indice della mano destra, una chela di granchio al posto del braccio destro e della mano destra, una gamba di granchio al posto della gamba destra).
È interpretata da Naomie Harris e in italiano è doppiata da Stella Musy.

### Theodore Groves
Theodore Groves è interpretato dall'attore Greg Ellis è doppiato da Carlo Cosolo nel primo, nel terzo e nel quarto film della saga. Si tratta, all'inizio del primo film, di un tenente nella Royal Navy di stanza a Port Royal, dove è uno degli ufficiali più fidati del commodoro James Norrington.
Si ritrova nel terzo film in servizio sempre come tenente, stavolta nella Compagnia delle Indie Orientali dove è primo ufficiale dell'HMS Endeavour, l'ammiraglia della flotta della Compagnia. Durante la fine del film lo si vede chiedere ordini a Lord Cutler Beckett durante l'attacco all'HMS Endeavour da parte della Perla Nera e dell'Olandese Volante che l'avevano affiancata ai lati. Beckett non dà l'ordine di rispondere al fuoco e lui ordina all'equipaggio di abbandonare la nave.
Si salva miracolosamente e riappare nel quarto film della saga, dove è stato promosso tenente comandante e primo ufficiale dell'HMS Providence, sotto il comando di un suo vecchio nemico, Hector Barbossa, ora diventato corsaro al servizio di Re Giorgio II (poiché ha perso la Perla e una gamba per colpa di Barbanera ed ora vuole vendicarsi). Viene quindi mandato in missione dal re per trovare la fonte della giovinezza. Alla fine del film, arrivati alla fonte, i marinai devono affrontare i pirati di Barbanera, arrivati lì in anticipo. Dopo aver combattuto ed essere sopravvissuto arrivano gli spagnoli che vogliono distruggere quel "tempio profano". Allora prende la bandiera inglese e reclama la fonte come proprietà del re Giorgio II, ma mentre parla, Lo Spagnolo gli spara un colpo di pistola al petto, uccidendolo.
Theodore dimostra più volte di essere affascinato dall'inventiva di Jack Sparrow, come quando sottrae l'Interceptor a Norrington nel primo film e quando fugge dall'HMS Endeavour riuscendo, nel contempo, ad abbatterne l'albero maestro e impedendo alla nave di inseguire la Perla Nera. La prima volta, inoltre, afferma che Jack è il pirata più abile che abbia mai visto.

### Philip Swift
Philip Swift è un giovane prete missionario, unico sopravvissuto di una ciurma sterminata da Barbanera e risparmiato solo per il volere della figlia di quest'ultimo, Angelica Teach, che spera che il giovane prete possa redimere l'anima del padre. Nel corso del quarto film s'innamora della dolce sirena Serena, catturata da Teach indirettamente per colpa sua e, in fin di vita, viene ricambiato dalla creatura e portato in salvo.
È interpretato da Sam Claflin e, in italiano, è doppiato da Gabriele Sabatini.

### Serena
Serena (Syrena) è una sirena, apparsa per la prima volta nel quarto film, salvando il giovane missionario Philip Swift da un'esplosione. Poco dopo viene catturata e fatta prigioniera dall'equipaggio del pirata Barbanera che ha bisogno di una lacrima di sirena. Philip, in seguito, le salva diverse volte la vita, e la protegge difendendola da Barbanera, che riuscirà a strappare una lacrima a Serena quando lei ritrova Philip che aveva creduto ucciso dal pirata. Durante queste avventure i due si innamorano, e alla fine, Philip, mortalmente ferito, la libera e le chiede di perdonarlo perché è stata catturata per colpa sua; lei lo bacia e lo porta dolcemente con lei in fondo al mare per guarirlo. La sirena è molto simile a quella di Ariel (protagonista del film animato disney La sirenetta).
È interpretata da Àstrid Bergès-Frisbey e, in italiano, è doppiata da Veronica Puccio.

### Shansa
Shansa è una strega dall'aspetto attraente e affascinante ma molto inquietante, il suo volto è pieno di alcuni segni di ferite, e un simbolo sulla fronte, mentre il suo cranio è completamente pelato; è amica di Hector Barbossa, il quale l'ha salvata dalla forca e viene frequentemente a trovarla, in cambio alle visite di quest'ultimo lo ha ricambiato maledicendo tutti i nemici del temuto pirata condannandoli alla sfortuna, tra questi c'è il capitan Jack Sparrow, tuttavia la maledizione sui nemici di Barbossa viene rotta quando quest'ultimo muore redimendosi per salvare sua figlia Carina. Compare nel quinto film: viene contattata da Barbossa per avere delle informazioni sulla grande fuga del perfido Capitan Salazar dal Triangolo del Diavolo e, in seguito, aiuta la Marina britannica a rintracciare Sparrow, la sua ciurma, Henry Turner e Carina. Il personaggio femminile è molto simile a Tia Dalma.
È interpretata da Golshifteh Farahani e, in italiano, è doppiata da Gaia Bolognesi.

## Consiglio della Fratellanza
È un consiglio formato dai nove pirati più potenti e influenti del mondo che, in situazioni di grave crisi o minaccia verso i pirati, si riuniscono nella Baia dei relitti. Ciascuno dei membri del Consiglio domina un diverso mare o oceano del mondo come un sovrano. Come segno distintivo, ciascuno di questi pirati porta con sé un pezzo da otto: in teoria, esso dovrebbe essere un real da 8, ma, come spiega Gibbs, alla riunione del primo Consiglio la fratellanza era senza un doblone e quindi si decise che qualunque oggetto si avesse nelle tasche sarebbe andato bene per imprigionare la dea del mare Calypso nella sua forma umana. Tra le mansioni del consiglio, dovrebbe esserci quello di eleggere il Pirata re tuttavia ciò non è quasi mai stato possibile poiché l'elezione avviene per votazione e ciascuno dei nove pirati dà sempre il proprio voto a sé stesso; nel terzo film, però, viene eletta a questa carica Elizabeth Swann, grazie al voto di Jack Sparrow.
Oltre ai personaggi elencati di seguito, fanno parte del Consiglio anche Jack Sparrow e Hector Barbossa; inoltre, dopo la morte di Sao Feng, entra a farne parte anche Elizabeth Swann.

### Edward Teague
Il capitano Edward Teague è un pirata che compare in Ai confini del mondo, Oltre i confini del mare e La vendetta di Salazar (terzo, quarto e quinto film della saga). Il capitano Teague è il pirata custode del Codice dei Pirati, ex Pirata Nobile del Madagascar, padre del Capitan Jack Sparrow e il fratello di Jack Teague. Appare per la prima volta durante il Consiglio dei nove Pirati Nobili, nella fortezza della Città dei Relitti; sebbene non faccia più parte del Consiglio, sembra subito chiara la sua fermezza nel non permettere che il Codice, da lui custodito, venga trasgredito e sembra essere molto temuto dagli stessi Pirati Nobili. Appare nuovamente all'inizio del quarto film della saga, dove spiega a suo figlio Jack che per bere alla fonte della giovinezza deve prima eseguire un rito. Ha un look che richiama molto quello del figlio Jack (Johnny Depp si è ispirato proprio all'amico Keith Richards per il suo personaggio). Ha un carattere rigido e conservatore, anche se si dimostra affettuoso quando si trova a parlare da solo con Jack, che chiama affettuosamente "Jackie". Conserva la testa mummificata della moglie e la mostra a Jack quando quest'ultimo chiede della mamma.
È interpretato dal famoso chitarrista e compositore inglese Keith Richards (e, nel flashback del quinto film in cui compare da giovane, da Alexander Scheer), noto soprattutto come membro e fondatore dei Rolling Stones; in italiano è doppiato da Edoardo Siravo.

### Ammand il Corsaro
Ammand il Corsaro, pirata nobile del mar Nero, è uno dei pirati barbareschi: era un pirata che aveva unito le proprie forze con l'Impero ottomano, in modo da poter controllare la regione di mare che andava dalle coste turche a quelle marocchine. Il suo pezzo da otto è un bicchiere da brandy in peltro, procuratosi in un monastero di monache spagnole.
È interpretato da Ghassan Massoud.

### Chevalle
Il capitan Chevalle proviene da Marsiglia, capitale mercantile della Francia, ed è il pirata nobile del mar Mediterraneo. È noto come "Lo Spietato Francese". Ha passato anni a derubare le deboli e ricche navi mercantili d'Europa, le sue razzie si sono protratte tra la madrepatria francese e le sue colonie caraibiche, imbattendosi anche nello spagnolo Eduardo Villanueva, saccheggiando le flotte spagnole cariche di tesori provenienti dal Messico, entrando in "concorrenza" con lui. Il suo pezzo da otto è la Regina di Spade delle carte francesi.
È interpretato da Marcel Iureș.

### Vedova Ching
La Vedova Ching è la piratessa nobile dell'oceano Pacifico, che controlla dalla proficua città portuale di Shanghai, ove conduce una vita agiata. È l'unica donna del Consiglio della Fratellanza, finché, a seguito della morte di Sao Feng, Elizabeth Swann ne prende il posto, entrando a far parte anch'ella del Consiglio. Padrona di moltissime navi mercantili (una vera e propria flotta), regna con terrore sanguinario su tutta la costa cinese. I suoi uomini sono particolarmente crudeli, tanto da uccidere le persone che osano soltanto guardarli. La signora Ching è completamente priva di vista. In età ormai avanzata, si ritira del tutto dal mondo della pirateria, stabilendosi a Canton come un'anziana signora benestante. Il suo pezzo da otto è costituito da un paio di occhiali.
È interpretata da Takayo Fischer.

### Gentleman Jocard
Gentleman Jocard è il pirata nobile dell'oceano Atlantico; in passato è stato uno schiavo evaso che aveva assunto il nome del suo padrone. Caratterizzato da un certo charme, è noto per essere un donnaiolo ed ha anche notevole astuzia e sagacia. La sua base si trova a New Orleans, porto particolarmente pratico per la pirateria. Il suo pezzo da otto è un tagliasigari rubato nella piantagione dove era tenuto prigioniero.
È interpretato da Hakeem Kae-Kazim.

### Eduardo Villanueva
Eduardo Villanueva, proveniente dalla Spagna, è il pirata nobile del mare Adriatico. Era capitano di una nave corsara scontratasi varie volte con i pirati barbareschi, rubando merci dalle navi europee che giungevano dalle Isole Canarie. Essendo un pirata al servizio della corona spagnola, ciò gli garantisce un posto come nobile nell'aristocrazia europea. Si è scontrato molte volte con Chevalle. Il suo pezzo da otto è il collo di una bottiglia rotta, andata in frantumi durante una violenta rissa in una locanda.
È interpretato da Sergio Calderón.

### Sri Sumbhajee Angria
Sri Sumbhajee Angria è il pirata nobile dell'oceano Indiano e un imam. Le rotte della parte di mare di cui è signore erano ininterrottamente percorse da navi della Compagnia britannica delle Indie orientali, che trasportavano merci e spezie verso la madrepatria, esponendosi alle razzie compiute da Sri Sumbhajee. Caratteristica particolare di Sri Sumbhajee è il non parlare direttamente con i suoi interlocutori ma far parlare i suoi uomini, non perché incapace di parlare altre lingue, ma per nascondere la sua voce particolarmente stridula e acuta, malgrado abbia un aspetto molto severo e inquietante. Il suo pezzo da otto è una tabacchiera fatta in corno di vitello.
È interpretato da Marshall Manesh.

## Altri personaggi

### Anamaria
Anamaria è una piratessa dal misterioso passato, sembra essere stata tra le amanti di Jack Sparrow ed ha un non meglio precisato conto da sistemare con lui. Arruolata nella pittoresca e eccentrica ciurma di Gibbs, a corto di una nave, diviene il timoniere della HMS Interceptor, la nave più veloce della flotta britannica, con cui parte alla ricerca della Perla Nera, dimostrandosi un abile navigante e combattente. Dopo l'affondamento della nave dopo un'epica battaglia contro la ciurma di Barbossa, viene catturata con il resto della ciurma. Liberata da Elizabeth, riconsegna infine la Perla a Jack, ridivenuto capitano. Il suo destino è ignoto, non essendo più vista nei film successivi.
È interpretata da Zoe Saldana e doppiata in italiano da Letizia Scifoni.

### Scarlett
Scarlett è una donna del veccho passato di Jack che viene vista in tutti e i film dare una sberla a Jack.
È interpretata da Lauren Maher e in italiano è doppiata da Raffaella Castelli.

### Giselle
Giselle è una donna anch'essa del vecchio passato di Jack che insieme a sua sorella Scarlett da una sberla a Jack
È interpretata da Vanessa Branch e in italiano è doppiata da Carmen Iovine.

### Gillette
Gillette è un tenente della Royal Navy di stanza a Port Royal sotto il comando del commodoro James Norrington. Nel primo film Gillette serve il commodoro James Norrington a bordo dell'HMS Dauntless mentre nel secondo e nel terzo film non appare. Ricompare nel quarto film, come ufficiale della ciurma dell'HMS Providence capitanata da Hector Barbossa (divenuto un corsaro al servizio della Corona Britannica) che viene mandata da Re Giorgio II in una missione per trovare la Fonte della Giovinezza. Alla Fonte Gillette combatterà con alcuni degli zombie del pirata Barbanera per poi finire ucciso da quest'ultimo.
È interpretato da Damian O'Hare e in italiano è doppiato da Roberto Certomà.

### Steng
Steng è una spia assoldata dalla Compagnia delle Indie Orientali per spiare le mosse del temuto pirata Sao Feng. Per questo Steng si infiltra nel nascondiglio di Feng fingendo di essere uno dei membri del suo impero con un tatuaggio falso. Tuttavia Feng riesce comunque a capire che Steng è una spia, dopo aver notato che il suo tatuaggio si dissolve a causa del vapore il suo nascondiglio. Subito dopo l'incontro tra Feng e Hector Barbossa viene interrotto dall'attacco dei soldati della Compagnia. Giorni dopo su un'isola tropicale mentre la ciurma della Perla Nera è alla ricerca di una sorgente d'acqua dell'isola trova il corpo di Steng che è stato ucciso da Sao Feng.

### Tai Huang
Tai Huang è il primo ufficiale di Sao Feng e il suo assistente più fedele. Compare solo nel terzo film dove si unisce alla ciurma di Hector Barbossa durante la loro missione di salvare Jack Sparrow dallo Scrigno di Davy Jones. Una volta salvato Jack, Tai Huang e i suoi uomini tradiscono Barbossa e consegnano lui e la sua ciurma a Feng. Dopo la morte di Sao Feng, Tai Huang non vuole accettare Elizabeth Swann come capitano (in quanto prima di morire Feng l'ha nominata tale). Tai Huang viene visto l'ultimo volta mentre festeggia con i suoi uomini la vittoria dei pirati sulla Compagna delle Indie Orientali.
È interpretato da Reggie Lee e, in italiano, è doppiato da Massimo Bitossi.

### Lord John Carteret
Lord John Carteret è il primo Ministro di Londra e fedele suddito di Re Giorgio II
È interpretato da Roger Allam e, in italiano, è doppiato da Emidio La Vella.

### Henry Pelham
Henry Pelham è il fedele consigliere di Re Giorgio II
È interpretato da Anton Lesser e, in italiano, e doppiato da Sergio Di Giulio.

### Salaman
Salaman è il timoniere della Queen Anne’s Revenge, la nave del terribile pirata Barbanera. In seguito dopo la sua morte, Salaman servirà il capitan Hector Barbossa.
È interpretato da Paul Bazely e, in italiano, è doppiato da Enrico Pallini.

### Ezekiel
Ezekiel è un pirata che presta servizio a Barbanera, successivamente a Barbossa
È interpretato da Christopher Fairbank e, in italiano, e doppiato da Paolo Marchese

### Garheng
Garheng è un pirata che presta a servizio sulla Queen Anne's Revenge, la nave del famigerato pirata Barbanera
È interpretato da Yuki Matsuzaki, e in italiano, è doppiato da Raffaele Palmieri.

### Cabin Boy
Cabin Boy è un giovane marinaio che presta servizio come mozzo a bordo della Queen Anne's Revenge.
È interpretato da Robbie Kay e, in italiano, è doppiato da Federico Campaiola.

### Jack Teague
Jack Teague è lo zio di Jack Sparrow (che chiama affettuosamente "Jackie piccolo") e il fratello di Edward Teague, viene visto nel quinto film in una cella della prigione di Saint Martin: qui suggerisce al nipote, diretto al patibolo, di farsi giustiziare da Victor, un uomo di sua conoscenza, per poi raccontare una barzelletta su uno scheletro che entra in una taverna.
È interpretato da Paul McCartney e, in italiano, è doppiato da Marco Mete.